# Una squadra molto speciale
Una squadra molto speciale (The Longshots) è un film del 2008 diretto da Fred Durst, interpretato da Ice Cube e Keke Palmer, ispirato alla storia vera di Jasmine Plummer, che fu la prima giocatrice a partecipare al Super Bowl del torneo Pop Warner di football americano: a tale torneo possono partecipare solo giocatori e giocatrici che non hanno raggiunto i 17 anni di età.
Il film, uscito in Italia il 28 agosto 2009, ha incassato appena 51000 €.